# Tommy Nilsson
Tommy Nilsson (nacido el 11 de marzo de 1960) es un cantante y compositor sueco. Según la crítica musical de su país, es una de las mejores voces de Suecia. Empezó siendo cantante de heavy metal, pero más adelante empezaría a cantar otros estilos musicales como el pop, rock, soul, schlager y AOR.
A finales de los setenta, fue el cantante del grupo sueco de heavy metal Horizont. El grupo sacó dos álbumes hasta que un productor musical francés, Yves Accary, contacto con Tommy Nilsson y le consiguió un contrato con una discográfica francesa. Consiguió un gran éxito en Francia en 1981 con la canción No Way No How. El sencillo vendió un millón de copias y el álbum 200 000.
El siguiente LP de Tommy Nilsson se realizó en 1982 y está vez él fue el compositor de las canciones junto con Alex R Contanstinos. Esta vez el álbum fue de rock, grabado entre Estocolmo y Los Ángeles, pero está vez no le acompañó el éxito comercial y después de estar dos años viajando entre Francia y Estados Unidos, Tommy decidió volver a Suecia. 
Primero volvió con otra banda de heavy metal, Easy Action y grabaron dos álbumes. El grupo se deshizo y Tommy retomó su carrera en solitario.Representó a Suecia en el Festival de Eurovision de 1989 con la balada En dag (Un día) y acabó cuarto. Ha tenido varios grandes éxitos en su país; Allt som jag känner (Todo lo que yo siento) (Un dueto con Tone Norum) en 1987, Öppna din dörr (Abre tu puerta) en 1994, Dina färger var blå en 1996, y Amelia in 2005. Además, recibió el premio al mejor artista masculino sueco en 1988 y recibió un disco de oro por su álbum Follow the Road en 1990.
En 2001, una recopilación de sus canciones En samling 1981-2001, fue platino en Suecia. Tommy Nilsson también ha hecho muchas colaboraciones en la televisión sueca.Tommy Nilsson participó otra vez en la selección sueca para Festival de la Canción de Eurovisión (Melodifestivalen) en 2007. Interpretó la balada Jag tror på människan (Creo en las personas) en la primera semifinal del Melodifestivalen y se clasificó para la final junto con la cantante Anna Book. En la final la canción no recibió ningún punto, de todas maneras Jag tror på människan alcanzó el número 9 en las listas de éxitos suecas.
Tommy Nilsson está casado con la actriz sueca Malin Berghagen, hija de Lars Berghagen.

## Discografía

### Álbumes
- 1982 - Tommy Nilsson
- 1988 - It!
- 1990 - Follow the Road
- 1994 - En kvinnas man
- 1996 - Så nära
- 1999 - Fri att vara här
- 2005 - Tiden före nu
- 2010 - I år är julen min
- 2013 - Stay Straight on the Current Road

### Singles
- 1981 - In The Mean Meantimes / No Way No How
- 1981 - Radio Me
- 1987 - Allt som jag känner (conTone Norum)
- 1987 - My Summer With You (con Tone Norum)
- 1988 - Miss My Love
- 1988 - Maybe We're About To Fall In Love
- 1989 - En dag
- 1989 - Time (con Zemya Hamilton)
- 1990 - Too Many Expectations
- 1990 - Looking Through the Eyes of a Child
- 1990 - Don't Walk Away
- 1991 - Long Lasting Love
- 1994 - Öppna din dörr
- 1994 - En kvinnas man
- 1994 - Lämnar du mig
- 1994 - Marianne
- 1996 - Dina färger var blå
- 1996 - Om jag är den du vill ha
- 1996 - Å så nära
- 1996 - Du är för mig
- 1999 - Här är jag nu
- 1999 - Din skugga på mitt täcke
- 2001 - När du är här
- 2002 - Nu är tid att leva (con Åsa Jinder)
- 2005 - Amelia
- 2005 - Allt ditt hjärta är
- 2006 - Vi brann
- 2007 - Jag tror på människan
- 2016 - Sommarnatt